# Cellula somatica
Sono dette cellule somatiche  le cellule che costituiscono il corpo, o soma, di un organismo. Aggregati di cellule somatiche formano i vari tessuti che, in organismi complessi, vanno a costituire gli organi, che a loro volta formano gli apparati.
Le cellule somatiche si distinguono dalle cellule germinali, destinate alla riproduzione, e da quelle staminali, indifferenziate.

## Contenuto cromosomico e divisione cellulare
Le cellule somatiche sono caratterizzate da un numero di cromosomi caratteristico della specie con ogni tipo di cromosoma presente in due copie. Nell'essere umano, ad esempio, una normale cellula somatica possiede 46 cromosomi distribuiti in 22 coppie di cromosomi omologhi  e una coppia di cromosomi sessuali.
Le cellule somatiche si dividono per mitosi, quindi tramite riproduzione asessuata. Questo rispecchia la funzione che svolgono di mantenere o accrescere il soma seguendo fedelmente le informazioni contenute nel materiale genetico. Vi è dunque una fase iniziale dello sviluppo embrionale in cui le cellule vanno incontro al processo di differenziazione cellulare formando i diversi tessuti che compongono l'organismo adulto; terminata la differenziazione le varie cellule si divideranno, quando necessario, ogni volta in due cellule figlie esattamente identiche tra loro e identiche alla cellula madre. Questo a differenza delle cellule mature della linea germinale, che invece si dividono per meiosi dando luogo ai gameti (spermatozoo e cellula uovo rispettivamente nell'animale maschio e femmina), in cui il patrimonio cromosomico viene dimezzato essendo presente in un'unica copia ed è diverso da quello delle cellule originarie in seguito alla ricombinazione genetica.

## Mutazioni genetiche delle cellule somatiche
Eventuali mutazioni che colpiscono le cellule somatiche possono avere conseguenze diverse a seconda dei casi. Possono non avere alcun effetto o in casi più gravi portare anche a tumori. In ogni caso queste variazioni nel genoma delle cellule somatiche non saranno mai trasmissibili alle generazioni successive, come invece accade per le mutazioni delle cellule germinali.

## Cellule somatiche e tecniche di clonazione
Negli ultimi anni, la tecnica di clonazione di interi organismi ha interessato anche i mammiferi, permettendo la creazione di cloni geneticamente identici di animali. Una tecnica usata a questo scopo si avvale delle cellule somatiche. Il cosiddetto "trasferimento nucleare da cellule somatiche" (SCNT dall'inglese Somatic Cell Nuclear Transfer) consiste appunto nel prelievo del nucleo da una cellula somatica dell'individuo da clonare. Il nucleo, che contiene l'informazione genetica dell'individuo, è impiantato in una cellula uovo della stessa specie da cui è stato rimosso il materiale genetico. L'uovo non ha quindi bisogno di essere fecondato perché contiene già il corretto numero di cromosomi (in questo caso un numero diploide); in teoria può così essere impiantato nell'utero di un animale della stessa specie e procedere con lo sviluppo. Il risultato è un animale geneticamente identico a quello dal quale è stato prelevato il nucleo.
Nella pratica, però, questa tecnica non è priva di problemi e inconvenienti, nonostante alcuni successi come il clonaggio della pecora Dolly.